# Bergen Street (Culver Line)
Bergen Street is een station van de metro van New York aan de Culver Line in het stadsdeel Brooklyn. Het station is geopend in 1933. De lijnen  maken gebruik van dit station.
 ·  ·  ·  ·  ·  ·  ·  ·  · 